# Het Bureau
Het Bureau is een romancyclus in zeven delen en ongeveer vijfduizend bladzijden van de Nederlandse auteur J.J. Voskuil, en beschrijft minutieus de dagelijkse gang van zaken op een bureau dat gebaseerd is op het Meertens Instituut en de voorloper daarvan, waar de auteur tussen 1957 en 1987 werkte, al loopt de cyclus tot en met 1989. Het eerste deel van Het Bureau verscheen in 1996, het laatste in het jaar 2000. Met het verschijnen van Het Bureau ontstond er een kleine rage in literair Nederland. De romancyclus werd wel betiteld als een 'soap voor intellectuelen' en er werd gesproken van 'Voskuilgekte'.

## Delen
- Deel 1: Meneer Beerta (1996)
- Deel 2: Vuile handen (1996)
- Deel 3: Plankton (1997)
- Deel 4: Het A.P. Beerta Instituut (1998)
- Deel 5: En ook weemoedigheid (1999)
- Deel 6: Afgang (2000)
- Deel 7: De dood van Maarten Koning (2000)

## Achtergrond
Maarten Koning is de hoofdpersoon van deze ruim vijfduizend bladzijden tellende cyclus; hij is Voskuils alter ego. De lezer volgt hem op zijn dagelijkse gang naar zijn werkplaats: een bureau waar onderzoek wordt verricht naar dialectologie, volkskunde en naamkunde. Tot in detail worden alle belevenissen en sociale contacten van Maarten Koning op zijn werkplaats beschreven. Het verhaal beslaat de periode 1957-1987. De cyclus is zeer sterk autobiografisch, en alle personages die erin voorkomen zijn geënt op werkelijk bestaande personen. En ook Het Bureau is niet verzonnen, maar gebaseerd op het Meertens Instituut in Amsterdam. Rob Rentenaar (Koos Rentjes in Het Bureau) publiceerde een Wie is wie? naar aanleiding van Het Bureau, waarin de fictieve namen, zoals ze in Voskuils werk naar voren komen, naast de echte namen zijn geplaatst. De lijst is deels terug te vinden op Lijst van personages uit Het Bureau.

## Inhoud
Maarten Koning is getrouwd met Nicolien. Voor haar is het bureau een soort Fremdkörper in hun bestaan, dat langzaamaan ook hun privéleven gaat overwoekeren. Maarten vindt dit ook wel, maar heeft het idee dat hij er niets aan kan doen. Dit leidt tot hevige discussies.
Geleidelijk aan komt meer de inhoud van zijn werk aan bod, met name door middel van fragmenten uit lezingen die hij op congressen her en der in Europa geeft. Binnen dit werk als volkskundige is het thema de revolutie die plaatsvond binnen dit vakgebied, en waaraan Maarten een grote bijdrage heeft geleverd: de verspreidingskaarten van allerhande fenomenen uit de volkskunde mogen volgens hem niet langer gezien worden als gevende een statisch beeld van 'het verleden'. Het zijn momentopnamen, meer niet, het verleden is veel dynamischer dan men suggereerde. Volgens Maarten hebben de traditionele volkskundigen (Seiner, Horvatic, en ook Beerta, zijn leermeester) dit zo gezien uit een persoonlijke, emotionele behoefte. Zij wilden hun eigen heden legitimeren door erop te wijzen dat dit (eeuwenoude) wortels had in het verleden. Maarten bestrijdt dit, hoewel juist hij, als privé-persoon, bij uitstek iemand is die wil dat er nooit iets verandert. Hij is zich dus ten zeerste bewust van deze menselijke neiging, reden dat hij er zo tegen fulmineert in zijn professionele bestaan. Dit raakt aan een algemenere vraag, die af en toe expliciet gesteld wordt, maar op de achtergrond voortdurend aanwezig is: kan een mens veranderen? "Nee", antwoordt het personage Maarten, omdat hij vindt dat hij alleen in situaties in zijn privé-omgeving zichzelf is. Maar de lezer neemt wel verandering in zijn gedrag waar, door de jaren heen, in zijn beroepsmatige omgeving. Die verandering wordt deels veroorzaakt door het feit dat Maarten 'iemand' is geworden: in zijn vakgebied heeft hij een zekere reputatie opgebouwd, hij wordt voor lezingen en commissies gevraagd. Zelf ervaart hij dit echter niet zo, hij merkt het alleen aan de reacties van anderen op hem. Verder heeft hij ook op zijn bureau een zekere status verworven als afdelingshoofd.
Het feit dat hij naast wetenschapper ook hoofd van een afdeling is geworden (na de pensionering van Beerta) is van grote invloed op zijn privé-bestaan. Door de hoge ethische normen die hij zichzelf oplegt, wordt zijn eenzame verantwoordelijkheid een steeds drukkender last: regelmatig is hij ontevreden over zijn eigen optreden te midden van 'zijn mensen', zijn afdeling. Hij neemt de zorgen over situaties waarin hij zich machteloos wist mee naar huis, alwaar hij bovendien steeds vaker 's avonds ook werkt voor het Bureau.
De opvolger van Balk als hoofd van het bureau, Van de Marel, is een kille manager, in vergelijking met wie zelfs Balk nog een aristocraat is. In deel VII, als Maarten met pensioen is maar nog wel af en toe langs komt op het bureau, krijgt hij de indruk dat al zijn werk afgebroken wordt. Maarten houdt dit niet voor zich, maar Van de Marel vangt Maartens klachten op met een zeer joyeuze gelijkmoedigheid, en hij is het die hier de superieure rol krijgt. Maarten kan tot het einde toe geen vat krijgen op Ad, een van zijn oudste collega's.
In gelegenheidstoespraken reflecteren de personages op gebeurtenissen die eerder in het verhaal al aan de orde zijn gekomen.
De boekenserie eindigt wanneer Maarten 's avonds, na een diner in Enkhuizen, waar afscheid van hem wordt genomen als lid van de commissie van Het Zeemuseum, alle anderen weg ziet rijden. De titel van het laatste deel, De dood van Maarten Koning, slaat op een droom van Maarten die dan volgt.

## Hoorspel
De populariteit van Het Bureau heeft ertoe bijgedragen dat de complete serie ook als hoorspel beschikbaar is. De opnamen werden eind 2005 afgerond, de uitzendingen liepen nog door tot en met 26 mei 2006. Regisseur was Peter te Nuyl. De hoofdrol werd vertolkt door Krijn ter Braak, die Voskuil persoonlijk kende. Diverse geluiden zijn ook opgenomen in het huis van de auteur. Een lijst van bekende en minder bekende acteurs die mee hebben gewerkt aan dit project is te vinden op Lijst van personages uit Het Bureau.
Via radiozender 747AM, Radio 1 en de Wereldomroep werd het hoorspel uitgezonden. De 475 afleveringen hebben ieder een lengte van ongeveer 14 minuten. De complete serie was tot 27 mei 2008 ook te beluisteren op een eigen site op het internet. Vanaf 1 november 2011 werd de serie door de NTR herhaald en inmiddels is het volledige hoorspel als podcast te vinden.

## Vertalingen
Uitgeverij Van Oorschot vreesde dat de cyclus te Nederlands zou zijn om succesvol vertaald te kunnen worden, maar in 2011 werd de Duitse vertaling aangekondigd. De vertalingen van Gerd Busse verschenen tussen 2012 en 2017. In 2024 verscheen deel 1 ook in het Zweeds, vertaald door Olov Hyllienmark.